# Швабия
Швабия (на немски: Schwaben или Schwabenland) е историческа и етнографска област в границите на Германия. Земите на днешна Швабия се намират в източната част на провинция Баден-Вюртемберг (някогашен Вюртемберг-Хоенцолерн) и част от Западна Бавария (окръг Швабия). През Средновековието към Швабия са причислявани и обширни територии от сегашна Швейцария, както и от френската провинция Елзас. Жителите на областта се наричат шваби – регионална група германци, говореща на особен швабски диалект. Исторически швабите са се разселили и в басейна на река Дунав и по-специално на територията на Сърбия, Унгария и Румъния, в пределите на някогашните земи на Хабсбургите. В българския разговорен език названието „шваби“ се използва като ироничен синоним за германци.
| „ | Който пътува из Швабия, не бива да пропуска да се отбие в Шварцвалд – не заради дърветата, макар че не навсякъде може да се види такава необятна гора от красиви стройни ели, извисили връх чак до небето, а заради хората, които се различават значително от всички други наоколо. Те са по-високи на ръст, с широки рамене и силни крайници и сякаш ободряващият аромат, който сутрин струи от елите, още от ранните им години ги прави по-разкрепостени, прозорливи и непоколебими, макар и малко по-сурови от обитателите на речните долини и равнините. Те се отличават рязко от хората, които не живеят сред гора, не само с поведението и ръста си, но и с обичаите и носиите си. Най-красиво се обличат жителите на баденския Шварцвалд. Мъжете пускат брадите си да растат волно, както е повелила майката природа, а черните им сетрета, широките, силно набрани до коленете панталони, червените им чорапи и островърхите капели с широка периферия им придават нещо чуждоземно, което в същото време внушава респект. Повечето от хората в тази част на Шварцвалд се занимават с изработката на стъкло и на часовници, които разнасят из половината страни по света. Другият край на гората се населява от потомци на същото племе, но различният поминък им е създал обичаи и навици, отличаващи ги от тези на стъкларите. Те търгуват с гората си – повалят и секат елите си, превозват ги по Наголд и Некар и от Горен Некар надолу по Рейн, чак до вътрешността на Холандия, където са познати на всеки крайморски жител с дългите си салове. Спират във всеки град по течението на реките и чакат някой да купи от гредите и дъските им, с които видимо се гордеят. Ала най-здравите и дългите от тях продават за тежки жълтици на Мийнхеерс, които строят от тях кораби. Тези хора са свикнали на суров начин на живот и на странстване. Изпитват радост да се качат на дървените си трупи и да се понесат по течението на реките и тъга, когато се провират между дърветата по брега нагоре към вкъщи. Затуй и празничните им дрехи се различават толкова от тези на стъкларите от другата част на Шварцвалд. Носят сетрета от тъмен лен, а през мъжествените им гърди са преметнати тиранти, широки колкото човешка длан. Обути са в шалвари от черна кожа, а месинговият метър, който стърчи от джобовете им, е атрибут на честта. Най-голямата им гордост и радост обаче са ботушите – навярно модерни някъде по света, те са най-големите, които изобщо съществуват, защото могат да се издърпат две педи над коляното, така че салджиите да се разхождат във вода, дълбока три стъпки, без да се намокрят. | “ |